# Crocidura monticola
Crocidura monticola is een spitsmuis uit het geslacht Crocidura die voorkomt op Borneo, Sumatra, Java en Malakka (inclusief Thailand ten zuiden van de Landengte van Kra). Het is de kleinste spitsmuis van de Sunda Shelf en de enige die op alle hoofdeilanden voorkomt. De kop-romplengte bedraagt 40 tot 68 mm, de staartlengte 33,5 tot 55 mm en de achtervoetlengte 9,8 tot 13 mm.
Op Sumatra is deze soort alleen bekend van het holotype van Crocidura neglecta Jenkins, 1888, een beschadigd vrouwtje uit het oosten van het land. Deze heeft een kop-romplengte van ruim 70 mm, een staartlengte van 36 mm en een achtervoetlengte van 12 mm. Omdat C. monticola de enige kleine spitsmuis op de eilanden is, is C. neglecta zeer waarschijnlijk een synoniem van C. monticola. Ook van Borneo is slechts een enkel exemplaar bekend, en op Malakka zijn maar weinig dieren van deze soort gevonden. Op Java komt deze soort vrij veel voor, maar de situatie is complex doordat C. maxi, een andere kleine spitsmuis, door sommigen ook tot C. monticola wordt gerekend.